# Lista de deputados estaduais do Piauí da 17.ª legislatura
Esta é a lista de deputados estaduais do Piauí para a legislatura 2011–2015.

## Composição das bancadas
| Partido | Líder                  | Bancada | Posição      |
| ------- | ---------------------- | ------- | ------------ |
| PSB     | Ismar Marques          | 5 / 30  | Governo      |
| PT      | Rejane Dias            | 5 / 30  | Oposição     |
| PMDB    | Juliana Melo Falcão    | 5 / 30  | Governo      |
| PTB     | Fernando Monteiro      | 4 / 30  | Oposição     |
| PSDB    | Marden Menezes         | 3 / 30  | Governo      |
| PDT     | Flávio Nogueira Júnior | 2 / 30  | Independente |
| DEM     | Edson Ferreira         | 2 / 30  | Governo      |
| PCdoB   | Robert Rios            | 1 / 30  | Governo      |
| PPS     | Antônio Félix          | 1 / 30  | Independente |
| PP      | Margarete Coelho       | 1 / 30  | Oposição     |
| PTC     | Evaldo Gomes           | 1 / 30  | Independente |

## Deputados Estaduais
No Piauí foram eleitos trinta (30) deputados estaduais, número que se mantém inalterado desde 1986 sendo que na questão da filiação partidária relacionamos a legenda ao qual pertenciam no momento da eleição.
| Número | Deputados estaduais eleitos | Partido | Votação | Percentual | Cidade onde nasceu  | Unidade federativa |
| 40123  | Lilian Martins              | PSB     | 66.529  | 3,99%      | Teresina            | Piauí              |
| 13654  | Rejane Dias                 | PT      | 55.177  | 3,31%      | São João do Piauí   | Piauí              |
| 65123  | Robert Rios                 | PCdoB   | 52.799  | 3,17%      | Teresina            | Piauí              |
| 40111  | Wilson Brandão              | PSB     | 48.636  | 2,92%      | Rio de Janeiro      | Rio de Janeiro     |
| 45145  | Firmino Filho               | PSDB    | 47.634  | 2,86%      | Teresina            | Piauí              |
| 15101  | Kleber Eulalio              | PMDB    | 47.474  | 2,85%      | Teresina            | Piauí              |
| 15111  | Themistocles Filho          | PMDB    | 46.320  | 2,78%      | Teresina            | Piauí              |
| 14454  | Hélio Isaías da Silva       | PTB     | 42.231  | 2,53%      | Teresina            | Piauí              |
| 14114  | Fernando Monteiro           | PTB     | 41.937  | 2,51%      | Teresina            | Piauí              |
| 45123  | Luciano Nunes               | PSDB    | 37.860  | 2,27%      | Teresina            | Piauí              |
| 45555  | Marden Menezes              | PSDB    | 35.644  | 2,14%      | Teresina            | Piauí              |
| 40555  | Gustavo Neiva               | PSB     | 35.032  | 2,10%      | Teresina            | Piauí              |
| 15110  | Ana Paula Araújo            | PMDB    | 34.385  | 2,06%      | Guadalupe           | Piauí              |
| 12369  | Flávio Nogueira Júnior      | PDT     | 32.956  | 1,98%      | Teresina            | Piauí              |
| 13131  | Merlong Solano              | PT      | 31.351  | 1,88%      | Valença do Piauí    | Piauí              |
| 25132  | Edson Ferreira              | DEM     | 29.819  | 1,79%      | São Raimundo Nonato | Piauí              |
| 25123  | Juraci Leite                | DEM     | 28.877  | 1,73%      | Pedro II            | Piauí              |
| 15130  | Juliana Melo Falcão         | PMDB    | 28.634  | 1,72%      | Teresina            | Piauí              |
| 14789  | Lusieux Coelho              | PTB     | 28.049  | 1,68%      | Paulistana          | Piauí              |
| 40000  | Ismar Marques               | PSB     | 26.665  | 1,60%      | Luzilândia          | Piauí              |
| 40140  | Belê Medeiros               | PSB     | 24.736  | 1,48%      | Picos               | Piauí              |
| 15199  | Warton Santos               | PMDB    | 24.526  | 1,47%      | Picos               | Piauí              |
| 13147  | Henrique Rebelo             | PT      | 24.405  | 1,46%      | Teresina            | Piauí              |
| 13111  | Fabio Novo                  | PT      | 24.022  | 1,44%      | Bom Jesus           | Piauí              |
| 23123  | Antônio Félix               | PPS     | 23.750  | 1,42%      | Campo Maior         | Piauí              |
| 13252  | Paulo Martins               | PT      | 23.112  | 1,39%      | Campo Maior         | Piauí              |
| 11111  | Margarete Coelho            | PP      | 22.749  | 1,36%      | São Raimundo Nonato | Piauí              |
| 14000  | Nerinho                     | PTB     | 22.491  | 1,35%      | Picos               | Piauí              |
| 12312  | Ubiraci Carvalho            | PDT     | 20.814  | 1,25%      | Simplício Mendes    | Piauí              |
| 36789  | Evaldo Gomes                | PTC     | 10.900  | 0,65%      | Teresina            | Piauí              |